# Jean-Antoine de Baïf

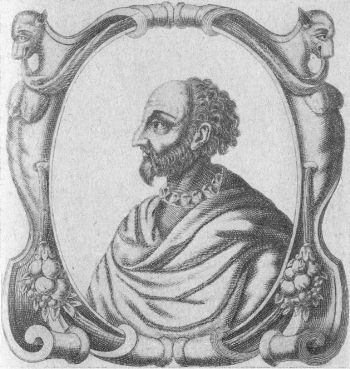
Jean-Antoine de Baïf

Jean-Antoine de Baïf (Venetië, 19 februari 1532 - Parijs, 19 september 1589) was een Franse dichter en een van de leden van de Pléiade. Hij was de zoon van Lazare de Baïf en werd een goede vriend van de acht jaar oudere Pierre de Ronsard.
Vanaf zijn kindertijd werd Jean-Antoine de Baïf bij zijn opvoeding begeleid door zeer bekende personen uit zijn tijd. Charles Estienne leerde hem Latijn, Ange Vergèce leerde hem Grieks. Vanaf zijn elfde kreeg de Baïf onderwijs van Jean Dorat. 
De Baïf produceerde een groot aantal gedichten, waarvan het merendeel echter niet erg bekend is geworden. Hij vertaalde daarnaast werk van Bion van Smyrna, Moschus, Theocritus, Anacreon, Catullus, en Marcus Valerius Martialis. In 1570 richtte hij met toestemming van de koning samen met componist en zanger Joachim Thibault de Courville de Académie de Poésie et de Musique op, die de poëzie en de muziek dichter bij elkaar moest brengen. In zijn huis hield de Baïf geregeld concerten, die werden bezocht door Karel IX en Hendrik III. Ook de componisten Claude Lejeune en Jacques Mauduit sloten zich al snel bij de Baïfs muziekgroep aan. 
De Baïf is ook degene die de zogeheten vers mesurés (of: vers mesurés à l'antique) als versvorm in de Franse poëzie heeft geïntroduceerd, hoewel pogingen in deze richting eerder waren gedaan door onder meer Jacques de la Taille. 

## Werken
- Les Amours (1552 en 1558)
- Les Météores (1567)
- Passe-Temps (1573)
- Étrennes de poésie française (1574)
- Œuvres de poésies de Baïf (1572)
- Les Mimes, enseignements et proverbes (1581)